# La Telepolémica
La Telepolémica fue un programa deportivo emitido por Canal Uno y producido por CM& Televisión los domingos en la noche entre 2004 y 2017. En este espacio deportivo se mostraban y analizaban los goles y las jugadas de cada fecha del torneo colombiano, también había secciones donde los televidentes llamaban a opinar y a hacer preguntas a los analistas y se escogía el gol y la atajada de la fecha.
El 13 de agosto de 2017 el programa salió del aire por nueva administración del canal de sus operadores privados, fue el programa deportivo de larga duración de la televisión colombiana y mayor audiencia deportiva de análisis.

## Panelistas
- Esteban Jaramillo
- Adolfo Pérez López
- Mario César Otálvaro
- Edgar Perea
- Andrés Marocco
- Wbeimar Muñoz
- Óscar Rentería
- Jaime Ortiz Alvear
- Mario Vanemerack
- Antonio Casale
- Quique Barona
- Carolina Calkins
- Martín de Francisco
- José Borda
- Luis Felipe Jaramillo